# 3,5-Dibrombrenzcatechin
3,5-Dibrombrenzcatechin ist eine chemische Verbindung, die sowohl zu den Phenolen als auch zu den Halogenaromaten gehört. Sie ist isomer zu 3,4-Dibrombrenzcatechin, 3,6-Dibrombrenzcatechin und 4,5-Dibrombrenzcatechin.

## Darstellung
3,5-Dibrombrenzcatechin kann durch Dakin-Oxidation aus 3,5-Dibromsalicylaldehyd hergestellt werden, der wiederum durch Bromierung von Salicylaldehyd mit elementarem Brom in Eisessig synthetisiert wird.

## Reaktionen
Veresterung mit Essigsäureanhydrid liefert das Diacetat, dessen Schmelzpunkt bei 96 °C liegt.
Mit Silberoxid in THF bildet sich das 3,5-Dibrom-o-benzochinon.

## Analytischer Nachweis
Bei der Bromierung mit Kaliumbromid und Brom entsteht Tetrabrombrenzcatechin, das einen Schmelzpunkt von 192 °C hat.
Der 2-Methylether – 3,5-Dibrom-2-methoxyphenol – hat einen Schmelzpunkt von 67–68 °C.